# Wendela Hebbe
Wendela (ou Vendela) Hebbe, née Wendela Åtröm le 8 septembre 1808 à Jönköping (Suède), et décédée à Stockholm le 27 août 1899, écrivain et journaliste suédoise, considérée comme ayant été la première femme journaliste professionnelle en Suède.